# Битка за Анцио
Битка за Анцио је започела 22. јануара 1944. савезничким амфибијским десантом познатим као операција Шингл на Италијанском фронту против немачких снага у области Анција и Нетуна у Италији. Операцијом је командовао амерички генерал-мајор Џон П. Лукас, а њоме је планирано да се заобиђу немачке снаге на Густавовој линији и да се омогући напад на Рим. Немци су били затечени почетком акције, па је искрцавање изведено успешно. Но, упркос успеху инвазије, операција ће се претворити у тактичку катастрофу. Заповедник америчког 6. корпуса генерал Лукас је оклевао је с продором у унутрашњост пуних десет дана, фокусирајући се на утврђивање мостобрана. Тако није искоришћена почетна иницијатива, а Немцима је остављено време за довлачење појачања и за противнапад.
Успех амфибијској искрцавања на овој локацији, терену који значајним делом састоји исушених мочвара и окружен планинама, који је у потпуности зависио од фактора изненађења и брзине којом су нападачи могли да делују у зависности од реакције бранилаца. Свако одуговлачење је могло резултовати запоседањем планина од стране бранилаца и упадањем нападача у клопку. Генерал-потпуковник Марк Кларк, командант 5. америчке армије, је разумео овај ризик, али Кларк није проследио своју процену ситуације свом подређеном, генералу Лукасу, који је желео да искористи време да укопа своје трупе пре очекиваног контранапада. Почетно искрцавање је постигло комплетно изненађење без икаквог отпора, а неке патроле на џиповима су чак стигле надомак Рима. Упркос овом извештају, Лукас, који није имао пуно вере у планирану операцију, није искористио фактор изненађења задржавајући своје напредовање све док није оценио да је његов положај довољно учвршћен и да су његови војници спремни.
Док је Лукас учвршћивао свој мостобран, фелдмаршал Алберт Кеселринг, немачки командант Италијанског фронта, је преместио све резервне јединице које је могао да нађе у прстен око плаже на коју су се Савезници искрцали, на места где су његове тобџије имале јасан поглед на сваки савезнички положај. Немци су такође зауставили пумпе за одводњавање и поплавили исушене мочваре сланом водом, планирајући да ухвате Савезнике у замку и униште их епидемијама разних болести. Недељама су кише граната падале на плажу, мочваре, луку и било шта уочљиво са брда.
Након једног месеса тешких, али неодлучених борби, Лукас је смењен и послат кући, а на његово место је постављен генерал-мајор Лусјан Трескот. Савезници су се коначно пробили у мају, али уместо да нападу у копно да пресеку комуникације између јединица 10. немачке армије код Касина, Трескот је против своје воље окренуо своје снаге на северозапад према Риму, који је заузет 4. јуна. Због тога су снаге 10. немачке армије код Касина успеле да се повуку и придруже остатку Кеселрингових снага северно од Рима, прегрупишу и одступају уз борбу до следећег припремљеног немачке одбрамбеног положаја на Готској линији.

## Позадина
У зиму 1943. године Немци се повлаче на линију одбране Апенинског полуострва познату као Густавова линија, на којој су Савезници остали приковани неколико месеци. Густавову линију је бранило петнаест немачких дивизија у добро утврђеним фортификацијама и вештом употребом конфигурације терена. У намјери да се извуче из пат позиције, савезничко заповједништво на челу с америчким генералом Двајтом Ајзенхауером и британским Александером донело је одлуку о амфибијском искрцавању сјеверније иза Густавове линије, код градића Анцио и Нетуно на обали. Искрцавање ће бити изведено истовремено са савезничком офанзивом на Густавовој линији. Савезнички планери су замислили да након искрцавања и успоставе мостобрана код Анција дође до савезничког продора квалитетним друмским комуникацијама према планинама Албан, тридесетак километара у унутрашњости, што је посљедња тачка на којој би Нијемци могли бранити Рим. Заповједник њемачких снага у Италији фелдмаршал Алберт Кеселринг би тиме био сатјеран уз зид, па би имао само двије могућности; да би затворио рупу на боку мора одвући снаге са Густавове линије и тако је увелике ослабити и тиме ризиковати савезнички пробој; или се, пак, суочи с још гором варијантом по Вермахт савезничким заузимањем Рима које би готово у цијелости одсјекло њемачке јединице на Густавовој линији.
Операција под називом "Шингл" ("Шљунак") је почела 22. јануара 1944. године. Савезничке јединице су се искрцале на италијанској обали код туристичких мјеста Анцио и Нетуно, тек шездесетак километара јужније од Рима. Нијемци су у потпуности били затечени инвазијом која је прошла изузетно успјешно, са врло малим њемачким отпором, па су Савезници имали тек тринаест погинулих војника. Инвазија код Анција је била једно од најпотпунијих тактичких изненађења током Другог свјетског рата, али даљи ток борби није донијео иницијативу Савезницима. Акција се одвијала апсолутно у складу с планом, па су Савезници већ до поднева истога дана постигли све зацртане циљеве. До краја првог дана на обали код Анциа је искрцано 37 хиљада савезничких војника и три хиљада возила, док су савезничке претходнице напредовале око пет километара у унутрашњост Италије. Подршку искрцавању пружила је и моћна савезничка ескадра коју је чинило пет крстарица, 24 разарача и неколико стотина транспортних и помоћних бродова, али савезничка флота је почетком фебруара било присиљена испловити из луке да би учествовала у припремама за операцију Оверлорд.
Упркос изузетно успјешно обављеном искрцавању и изостанку озбиљнијег њемачког отпора, заповједник савезничких снага код Анција - чију главнину је чинио амерички 6. корпус - генерал Џон Лукас је процијенио да још увијек не располаже са довољно снага за дубљи продор у унутрашњост. Стога је одлучио уложити даљњих десет дана на учвршћивање мостобрана на обали умјесто енергичног продора. Савезничке снаге биле су вишеструко мање од њемачких, нарочито узевши у обзир ширину задатка стављене пред њих која је укључивала и заузимање планина Албан. Међутим, Лукасово оклијевање ће у потпуности искористити способни фелдмаршал Кеселринг који ће одмах након што је сазнао за почетак савезничке акције распоредити у подручје Анција јединице из резерве, укључујући и дивизију Херман Геринг, а затим је довукао нове јединице са подручја Југославије, Француске и Њемачке, чиме је успјешно затворио рупу у залеђу Густавове линије. Стабилизација на Густавовој линији омогућила је њемачком заповједништву да врати и 14. армију и да тако створи предуслове за њемачки противнапад. Тиме је Кеселринг још једном демонстрирао своју способност да се извуче из безизлазне ситуације до које га је довела траљавост њемачке обавјештајне службе која је потпуно превидјела искрцавање код Анција. Истовремено су Луфтвафе и њемачка артиљерија напале савезничке јединице у Анцију, које се умјесто у иницијативи полако почеле налазити у подређеном положају.
Средином фебруара почиње њемачки противнапад који у комбинацији с лошим временом у идуће две недеље замало бацио Савезнике натраг у море. Тек крајем мјесеца успјели су стабилизовати линију одбране и учврстити се на обали. У идућа четири мјесеца Савезници су остали приковани уз мостобран код Анција, гдје су трпели губитке од њемачке артиљеријске ватре с оближњих брда. Упркос незахвалном положају и неискоришћеној могућности да италијанско бојиште буде решено прије прољећа 1944. године, мостобран код Анзија је остао нож у њемачком десном боку и везао је на себе велике њемачке снаге, омогућивши тако посредно слабљење Густавове линије, па чак и других фронтова, што заговорници предузимања акције код Анзија често истичу. Коначно, након што су пољски и француски корпус заузели стратешки важан манастир Монте Касино и отворили тиме коридор за пробој Густавове линије, 25. маја савезничке снаге су сломиле њемачки обруч око Анција и окончале четверомјесечну агонију савезничких војника на мостобрану код Анција.
Укупно је током четири мјесеца борби код Анција из строја избачено око 25 хиљада савезничких војника. Од тога је велик дио боловао од психичких траума јер су то углавном били неискусни регрути, узрокованих сталним њемачким артиљеијским нападима. Анцио је остао мјесто највећег савезничког гробља у Италији. За неуспјех операције искрцавања код Анција оптужен је генерал Лукас, који је на Черчилову сугестију још током трајања борби смијењен, а на његово мјесто је дошао генерал Лусјан Трескот. Операцију код Анзија је најбоље описао Винстон Черчил већ првих дана након искрцавања када је изјавио да су: "Савезници жељели на обалу завитлати дивљу мачку, а добили су насуканог кита".